# Apprenti tueur
Pour les articles homonymes, voir Class.
Pour plus de détails, voir Fiche technique et Distribution.
Apprenti tueur (Cutting Class) est un film américain réalisé par Rospo Pallenberg, sorti en 1989.

## Synopsis
Plusieurs meurtres de lycéens ont lieu. Les trois suspects principaux sont deux adolescents et un homme qui sont tous trois amoureux de Paula Carson : Brian Woods, qui sort de l'hôpital psychiatrique ; Dwight Ingalls, star de l'équipe de basket locale au tempérament très colérique ; et le proviseur du lycée.

## Fiche technique
- Titre : Apprenti tueur (DVD)
- Autre titre : Profession : Tueur (VHS)
- Titre original : Cutting Class
- Réalisation : Rospo Pallenberg
- Scénario : Steve Slavkin
- Photographie : Avi Karpick
- Montage : Bill Butler et Natan Zahavi
- Musique : Jill Fraser
- Production : Donald R. Beck, Rudy Cohen, Peter S. Davis et William N. Panzer
- Sociétés de production : April Films et Gower Street Pictures
- Pays de production : États-Unis
- Langue : anglais
- Format : Couleur - 1,85:1 - son monophonique
- Genre : Slasher
- Durée : 91 minutes
- Dates de sortie : 
  - États-Unis : juillet 1989 (direct-to-video)

## Distribution
- Donovan Leitch, Jr. (VF : William Coryn) : Brian Woods
- Jill Schoelen : Paula Carson
- Brad Pitt (VF : Vincent Violette) : Dwight Ingalls
- Roddy McDowall : M. Dante
- Martin Mull : William Carson
- Brenda James : Colleen
- Mark Barnet : Gary
- Robert Glaudini : Shultz
- Eric Boltz : M. Glynn
- Dirk Blocker : Coach Harris
- Nancy Fish : Mme Knocht
- Robert Machray : M. Conklin
- Norman Alden : Officier Fondulac

## Accueil
Le film est sorti directement sur le marché vidéo.
Il recueille 29 % de critiques favorables, avec une note moyenne de 4,6/10 et sur la base de 7 critiques collectées, sur le site Rotten Tomatoes.